# Schweriner Sportclub 2019-2020 (pallavolo femminile)
Questa voce raccoglie le informazioni riguardanti il Schweriner Sportclub nelle competizioni ufficiali della stagione 2019-2020.

## Organigramma societario
Area direttiva
- Presidente: Johannes Wienecke

Area tecnica
- Allenatore: Felix Koslowski
- Allenatore in seconda: Martin Frydnes
- Assistente allenatore: Paul Sens
- Scout man: Michael Döring, Olaf Garbe

Area sanitaria
- Medico: Peter Jokisch
- Fisioterapista: Katja Braun, Tanja Joachim, Tessa Kuhn, Susann Kutschke, Melissa Lehnert, Wiebke Offer, Susann Woytaszek

## Rosa
| N° | Nome                   | Ruolo | Data di nascita   | Nazionalità sportiva |
| -- | ---------------------- | ----- | ----------------- | -------------------- |
| 1  | Gréta Szakmáry         | S     | 31 dicembre 1991  | Ungheria             |
| 2  | Nele Barber            | S     | 27 ottobre 1994   | Germania             |
| 3  | Louisa Lippmann        | O     | 23 settembre 1994 | Germania             |
| 4  | Anna Pogany            | L     | 21 luglio 1994    | Germania             |
| 5  | Justine Wong-Orantes   | L     | 6 ottobre 1995    | Stati Uniti          |
| 7  | Britt Bongaerts        | P     | 3 novembre 1996   | Paesi Bassi          |
| 8  | Kimberly Drewniok      | O     | 11 agosto 1997    | Germania             |
| 9  | Nicole Oude Luttikhuis | S     | 26 dicembre 1997  | Paesi Bassi          |
| 10 | Denise Hanke           | P     | 31 agosto 1989    | Germania             |
| 11 | Beta Dumančić          | C     | 20 marzo 1991     | Croazia              |
| 12 | Lauren Barfield        | C     | 15 marzo 1990     | Stati Uniti          |
| 13 | McKenzie Adams         | S     | 13 febbraio 1992  | Stati Uniti          |
| 16 | Marie Schölzel         | C     | 1º agosto 1997    | Germania             |
| 18 | Lea Ambrosius          | C     | 22 maggio 2000    | Germania             |

## Risultati

### 1. Bundesliga

#### Girone di andata
| 1ª giornata - 3 ottobre 2019 ARENA Schwerin, Schwerin     | Schweriner    | 2 - 3 | PTSV Aachen    | 25-27, 21-25, 25-20, 25-17, 17-19 |
| 2ª giornata - 12 ottobre 2019 Sporthalle Wolfsgrube, Suhl | Suhl          | 1 - 3 | Schweriner     | 25-22, 18-25, 21-25, 17-25        |
| 3ª giornata - 23 ottobre 2019 ARENA Schwerin, Schwerin    | Schweriner    | 3 - 1 | Erfurt         | 25-17, 24-26, 25-22, 25-19        |
| 4ª giornata - 30 ottobre 2019 Ballsporthalle, Vilsbiburg  | Vilsbiburg    | 2 - 3 | Schweriner     | 15-25, 22-25, 27-25, 25-22, 10-15 |
| 6ª giornata - 13 novembre 2019 ARENA Schwerin, Schwerin   | Schweriner    | 3 - 0 | Münster        | 25-21, 25-17, 25-18               |
| 7ª giornata - 20 novembre 2019 Margon Arena, Dresda       | Dresdner      | 0 - 3 | Schweriner     | 20-25, 21-25, 22-25               |
| 8ª giornata - 1º dicembre 2019 ARENA Schwerin, Schwerin   | Schweriner    | 3 - 0 | FTSV Straubing | 25-21, 25-17, 25-14               |
| 9ª giornata - 7 dicembre 2019 Halle am Platz, Wiesbaden   | Wiesbaden     | 0 - 3 | Schweriner     | 18-25, 16-25, 12-25               |
| 10ª giornata - 14 dicembre 2019 ARENA Schwerin, Schwerin  | Schweriner    | 3 - 2 | Potsdam        | 23-25, 25-20, 25-12, 22-25, 15-12 |
| 11ª giornata - 21 dicembre 2019 SCHARRena, Stoccarda      | MTV Stoccarda | 1 - 3 | Schweriner     | 25-23, 22-25, 23-25, 13-25        |

#### Girone di ritorno
| 12ª giornata - 15 gennaio 2020 Sporthalle Neuköllner Straße, Aquisgrana | PTSV Aachen    | 0 - 3 | Schweriner    | 22-25, 19-25, 17-25               |
| 13ª giornata - 10 marzo 2020 ARENA Schwerin, Schwerin                   | Schweriner     | 3 - 0 | Suhl          | 25-16, 25-15, 25-23               |
| 14ª giornata - 25 gennaio 2020 Riethsporthalle, Erfurt                  | Erfurt         | 0 - 3 | Schweriner    | 19-25, 21-25, 22-25               |
| 15ª giornata - 29 gennaio 2020 ARENA Schwerin, Schwerin                 | Schweriner     | 3 - 0 | Vilsbiburg    | 25-19, 25-21, 25-15               |
| 17ª giornata - 9 febbraio 2020 Sporthalle Berg Fidel, Münster           | Münster        | 0 - 3 | Schweriner    | 15-25, 17-25, 19-25               |
| 18ª giornata - 22 febbraio 2020 ARENA Schwerin, Schwerin                | Schweriner     | 3 - 2 | Dresdner      | 21-25, 19-25, 25-20, 25-23, 15-12 |
| 19ª giornata - 26 febbraio 2020 Turmair Volleyballarena, Straubing      | FTSV Straubing | 0 - 3 | Schweriner    | 18-25, 22-25, 19-25               |
| 20ª giornata - 29 febbraio 2020 ARENA Schwerin, Schwerin                | Schweriner     | 3 - 0 | Wiesbaden     | 25-17, 25-21, 25-17               |
| 21ª giornata - 7 marzo 2020 MBS Arena Potsdam, Potsdam                  | Potsdam        | 3 - 2 | Schweriner    | 26-28, 17-25, 26-24, 25-22, 15-9  |
| 22ª giornata - 14 marzo 2020 ARENA Schwerin, Schwerin                   | Schweriner     | -     | MTV Stoccarda | annullata                         |

### Coppa di Germania

#### Fase a eliminazione diretta
| Ottavi di finale - 2 novembre 2019 ARENA Schwerin, Schwerin    | Schweriner    | 3 - 0 | Wiesbaden  | 25-17, 25-17, 25-18              |
| Quarti di finale - 24 novembre 2019 MBS Arena Potsdam, Potsdam | Potsdam       | 1 - 3 | Schweriner | 22-25, 21-25, 25-13, 20-25       |
| Semifinali - 11 dicembre 2019 SCHARRena, Stoccarda             | MTV Stoccarda | 3 - 2 | Schweriner | 17-25, 25-23, 19-25, 25-19, 15-9 |

### Supercoppa tedesca

#### Fase a eliminazione diretta
| Finale - 20 ottobre 2019 TUI Arena, Hannover | Schweriner | 3 - 1 | MTV Stoccarda | 25-22, 31-33, 25-19, 25-18 |

### Coppa CEV

#### Fase a eliminazione diretta
| Sedicesimi di finale (andata) - 4 dicembre 2019 Sporthal De Basis, Sliedrecht | Sliedrecht   | 0 - 3 | Schweriner   | 17-25, 17-25, 19-25        |
| Sedicesimi di finale (ritorno) - 17 dicembre 2019 ARENA Schwerin, Schwerin    | Schweriner   | 3 - 0 | Sliedrecht   | 25-16, 25-18, 25-19        |
| Ottavi di finale (andata) - 22 gennaio 2020 Elenia Areena, Hämeenlinna        | Hämeenlinnan | 1 - 3 | Schweriner   | 19-25, 25-23, 20-25, 16-25 |
| Ottavi di finale (ritorno) - 6 febbraio 2020 ARENA Schwerin, Schwerin         | Schweriner   | 3 - 1 | Hämeenlinnan | 25-15, 25-15, 16-25, 25-12 |
| Quarti di finale (andata) - 20 febbraio 2020 Topsporthal, Beveren             | Asterix Avo  | 1 - 3 | Schweriner   | 25-16, 20-25, 21-25, 13-25 |
| Quarti di finale (ritorno) - 3 marzo 2020 ARENA Schwerin, Schwerin            | Schweriner   | 3 - 0 | Asterix Avo  | 25-13, 25-16, 25-14        |

## Statistiche

### Statistiche di squadra
| Competizione       | Punti | In casa | In casa | In casa | In trasferta | In trasferta | In trasferta | Totale | Totale | Totale |
| Competizione       | Punti | G       | V       | P       | G            | V            | P            | G      | V      | P      |
| ------------------ | ----- | ------- | ------- | ------- | ------------ | ------------ | ------------ | ------ | ------ | ------ |
| 1. Bundesliga      | 50    | 9       | 8       | 1       | 10           | 9            | 1            | 19     | 17     | 2      |
| Coppa di Germania  | -     | 1       | 1       | 0       | 2            | 1            | 1            | 3      | 2      | 1      |
| Supercoppa tedesca | -     | -       | -       | -       | -            | -            | -            | 1      | 1      | 0      |
| Coppa CEV          | -     | 3       | 3       | 0       | 3            | 3            | 0            | 6      | 6      | 0      |
| Totale             | -     | 13      | 12      | 1       | 15           | 13           | 2            | 29     | 26     | 3      |

G = partite giocate; V = partite vinte; P = partite perse